# Risoux
Der Risoux bildet eine waldreiche Bergkette im Jura, die sich gemäss dem allgemeinen Verlauf des Faltenjuras in diesem Gebiet in Südwest-Nordost-Richtung erstreckt. Über den Kamm verläuft die Grenze zwischen Frankreich und der Schweiz.

## Lage
Der Bergkamm wird im Südosten durch das Vallée de Joux mit der Orbe und dem Lac de Joux, im Südwesten durch den tiefen Einschnitt des Tals von Morez sowie im Nordwesten durch die Oberläufe von Doubs und Saine begrenzt. Im Nordosten geht der Risoux topografisch übergangslos in die westlichen Ausläufer des Mont d’Or über.

## Geographie
Die Kette des Risoux ist über 30 km lang und bis zu 10 km breit. Sie wird unterteilt in Petit Risoux im Nordosten mit der höchsten Erhebung (Le Gros Crêt, 1419 m), Grand Risoux im Zentralteil (bis 1384 m) und in Forêt du Risoux (im Crêt à la Dame 1302 m) im Südwesten, ganz auf französischem Boden liegend. Zum gleichen Kettensystem gehörend, aber durch eine Bruchzone vom Risoux getrennt, schliesst sich im Westen der Mont Noir (bis 1274 m) an. Diese Bruchzone ist als Talsenke ausgebildet (Combe des Cives), in der sich zwar kurze Fliessgewässer und zwei kleine Seen (Lac de Bellefontaine und Lac des Mortes) befinden. Deren Wasser versickert aber an verschiedenen Orten im Kluftsystem des porösen Kalkuntergrundes.
Der gesamte Bergrücken inklusive Mont Noir ist fast durchgehend bewaldet und ist mit einer Fläche von 120 km² die grösste Waldfläche im Jura. Mächtige Fichten, Tannen, Buchen und Bergahorn bildeten in früheren Zeiten eine undurchdringliche Wildnis zwischen dem Vallée de Joux und der Franche-Comté. Bis Ende des 18. Jahrhunderts lebten noch Bären und Wölfe in diesem Urwald. Nur auf der französischen Seite des Kammes gibt es ein paar grössere Lichtungen. Ein bedeutender Aussichtspunkt auf dem Bergrücken ist die Roche Champion (1327 m., auch Schweizer Thron genannt), eine Felsenkanzel etwa 100 m jenseits der Schweizer Grenze über dem Ort Chapelle-des-Bois. Ausser diesem Bauerndorf in der Senke zwischen Risoux und Mont Noir ist die ganze Kette unbesiedelt.

## Fluchtweg

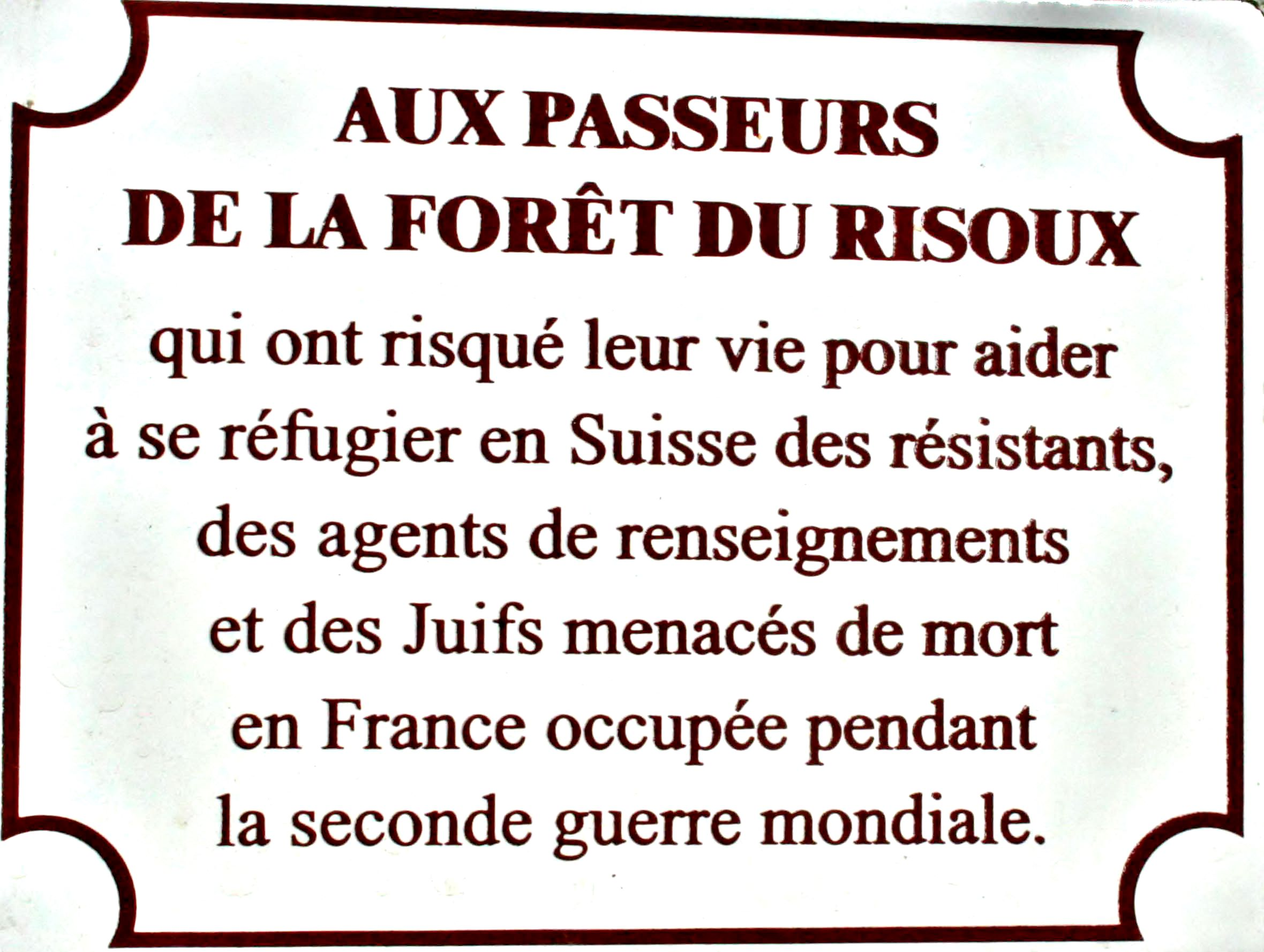
Gedenkstein bei der Kirche in Chapelle-des-Bois

Von Chapelle-des-Bois, wo die Mutter der Résistanceangehörigen Victoria Cordier wohnte, über den in den Fels gehauenen Pfad Gy de l'Echelle führte während des Zweiten Weltkrieges ein Fluchtweg bis zum Treffpunkt auf der Schweizer Seite in der Waldarbeiterhütte Hôtel d'Italie. Dort wurden unter anderen die jüdischen Flüchtlingskinder von Anne-Marie Im Hof-Piguet von ihrem Vater, dem Forstinspektor Henri-Joseph Piguet, abgeholt, um nach Zürich zum Flüchtlingspfarrer Vogt gebracht zu werden.